# Summer shall not fade-Live at Loreley
Summer shall not fade-Live at Loreley is een livealbum van Big Big Train. 

## Inleiding
Big Big Train doorleefde drukke tijden voorafgaand aan dit album. Het nam Common ground en Welcome to the planet op met bijbehorende albumuitgiften en concerten. Het werd gevolgd door een periode van stilstand door het overlijden van zanger David Longdon (2021). Wellicht dat daarom teruggegrepen werd op de opnamen die waren gemaakt tijdens het "Night of the Prog-festival" op Loreley gedurende het concert van 13 juli 2018. Alhoewel er vanuit de fans op aangedrongen werd om die opnamen uit te geven, kwam het er niet van. In een periode waarbij de band een doorstart (The journey continues tour) maakte, kwam Summer shall not fade uit. Het betekende wel een terugkeer naar een oude samenstelling, want in de tussenliggende periode was gitarist Dave Gregory uit de band gestapt.
Het album werd opnieuw gestoken in een ontwerp van Sara Louise Ewing (levenspartner van Longdon) en Steve Vantsis. Het album werd opgedragen aan Longdon.
(Eternal) Summer shall not fade is een regel uit het sonnet Shall I compare thee to a summer’s day van William Shakespeare; hetzelfde gedicht bevat de zinsnede Summer's lease

## Musici
- David Longdon – zang, dwarsfluit
- Dave Gregory – gitaar
- Rikard Sjöblom – gitaar, toetsinstrumenten, zang
- Gregory Spawton – basgitaar, baspedalen
- Danny Manners- toetsinstrumenten
- Rachel Hall – viool
- Nick D'Virgilio – drumstel, zang

Met
- Robin Armstrong – toetsinstrumenten, gitaar en zang
- Big Big Train Brass Band
  - Dave Desmond – trombone
  - Ben Godfrey- trompet
  - Grant Jameson- eufonium
  - Nick Stones- hoorn
  - Jon Truscott – tuba

## Muziek
| Nr. | Titel                 | Duur  |
| --- | --------------------- | ----- |
| 1.  | The first rebreather  | 10:12 |
| 2.  | Folklore              | 8:22  |
| 3.  | A mead hall in winter | 15:45 |
| 4.  | Kingmaker             | 10:24 |
| 5.  | Summer’s lease        | 5:29  |
| 6.  | Brave captain         | 12:40 |

| Nr. | Titel                               | Duur  |
| --- | ----------------------------------- | ----- |
| 1.  | Prelude & fugue                     | 3:01  |
| 2.  | Judas unrepentant                   | 7:34  |
| 3.  | The transit of Venus across the sun | 7:58  |
| 4.  | The permanent way                   | 8:13  |
| 5.  | East coast racer                    | 16:37 |
| 6.  | Drums & bass                        | 3:47  |
| 7.  | Wassail                             | 8:17  |

Een derde schijf is een Blu-ray met het concert.
Het album stond in oktober 2022 een week in de Britse videolijst en twee weken in de Blu-Raylijst.